# Zhezhoulinyphia
Genre
Zhezhoulinyphia est un genre d'araignées aranéomorphes de la famille des Linyphiidae.

## Distribution
Les espèces de ce genre sont endémiques de Chine. Elle se rencontre au Yunnan et au Tibet.

## Liste des espèces
Selon World Spider Catalog (version 20.0, 11/07/2019) :
- Zhezhoulinyphia caperata Irfan, Zhou & Peng, 2019
- Zhezhoulinyphia denticulata Irfan, Zhou & Peng, 2019
- Zhezhoulinyphia yadongensis (Hu & Li, 1987)

## Publication originale
- Irfan, Zhou & Peng, 2019 : Zhezhoulinyphia gen. nov. (Araneae, Linyphiidae) from Yunnan, China. ZooKeys, no 862, p. 43-60 (texte intégral).